# Попов, Евгений Григорьевич
Евгений Григорьевич Попов (19 марта 1921, село Гулынки, Рязанская губерния — 1994, Рязань) — советский хоровой дирижёр и композитор, народный артист РСФСР.

## Биография
Евгений Григорьевич Попов родился 19 марта 1921 года в селе Гулынки Рязанской губернии в семье сельского фельдшера Григория Аристарховича Попова. Окончил Рязанское музыкальное училище. В 1941 году поступал в Московскую консерваторию, когда началась Великая Отечественная война. Служил на Дальнем Востоке, участвовал в войне с Японией.
После демобилизации в 1946 году вернулся в консерваторию и был в феврале принят на курс, который уже занимался с осени. В 1950 году окончил дирижёрско-хоровой факультет Московской консерватории (педагог К. Б. Птица).
С 1950 года стал художественным руководителем Рязанского русского народного хора, в котором проработал более 40 лет. Автор песен «Песня о партии», «Песня о национальном герое Италии и Советского Союза рязанце Фёдоре Полетаеве», «Песнь о солдате» и другие. Особое место в творчестве занимают песни на стихи С. А. Есенина (среди них — «Над окошком месяц»). Записал около 250 рязанских народных песен, свыше 100 из них обработал для хора.
Похоронен на Скорбященском кладбище г. Рязани.

## Награды и премии
- Заслуженный деятель искусств РСФСР (25.04.1957)[3].
- Народный артист РСФСР (1976).

## Память
- Государственный академический Рязанский русский народный хор имени Евгения Попова.
- В 2000 году Детской школе искусств №  4 Рязани присвоено имя Евгения Григорьевича Попова. В 2003 году в школе открыт музей Попова.